# Un président, l’Europe et la guerre

Un président, l’Europe et la guerre est un documentaire de Guy Lagache réalisé en 2022.

## Synopsis
Au 1er janvier 2022, la France prend la présidence tournante du Conseil de l’Union européenne, ce que Guy Lagache prévoit de documenter. En février 2022, la Russie envahit l'Ukraine. Le documentariste suit le président français et ses conseillers diplomatiques pendant six mois, « de Paris à Kiev, en passant par Moscou, de l’invasion de l’Ukraine jusqu’à fin juin ». 
Il présente, aux côtés d'Emmanuel Macron, le chef du pôle diplomatique Emmanuel Bonne, son adjointe Alice Rufo, la conseillère Europe continentale Isabelle Dumont et la conseillère communication internationale Anne-Sophie Bradelle.

## Fiche technique
- Titre original : Un président, l'Europe et la guerre[2]
- Réalisation et  Scénario  :  Guy Lagache
- Production : L'Éléphant Breath Films / Mile Productions[4]
- Pays d'origine :  France
- Langue : Français
- Genre : Documentaire
- Durée : 110 minutes
- Date de diffusion : 30 juin 2022

## Réalisation
Guy Lagache, ancien présentateur de «Capital» sur M6, ancien numéro deux de Radio France, a tourné seul les images, avec son iPhone et son camescope, embedded au Palais de l'Élysée, y compris au sein du bunker où se déroule un conseil de défense. Il indique : « c’est l’un des sujets les plus difficiles que j’ai réalisés dans ma vie. J’ai eu des accès, mais ce n’était pas open bar, explique-t-il. Tout a été négocié avec eux, jour après jour, heure après heure. Une fois que vous entrez le premier jour, il ne faut pas croire que le deuxième est acquis. Tout est à recommencer ».
Le journaliste est conscient qu'il existe, de la part des autorités, « un travail sur la communication ». Il indique que la présidence de la République a pu bénéficier « d’un droit de visionnage technique, mais pas éditorial », afin d'alerter sur la présence éventuelle dans le film d’éléments classés secret-défense, ou de nature à mettre à mal la sécurité nationale : à ce titre, un passage a été enlevé au montage. Le réalisateur indique vouloir « documenter l’exercice du pouvoir ».
La présence de Guy Lagache lors du déplacement d’Emmanuel Macron à Kiev en juin 2022, alors que les rédactions de France Télévisions n'étaient pas prévenues, y suscite un mécontentement.

## Question du secret diplomatique
L’agence de presse russe Ria Novosti indique, en faisant allusion au documentaire, que « depuis longtemps les Français ne respectent plus les règles diplomatiques des négociations », estimant ainsi que le documentaire réalise une atteinte au principe du secret diplomatique.
L'Élysée indique avoir prévenu ses interlocuteurs européens qu’un journaliste suivrait de l’intérieur la présidence française du Conseil de l’Union européenne ; en revanche, les autorités de Russie n'ont été averties qu'après le visionnage du film, soit entre mai et juin 2022. Pour Ariane Chemin, la gestion — et parfois la rupture — du secret diplomatique constitue bien « une arme entre la France et la Russie ».

## Accueil critique
20 Minutes indique « parler de documentaire exceptionnel ou qui fera date n’est pas exagéré : il plonge le public au cœur de la cellule diplomatique de l’Elysée et raconte l’histoire en marche, de la montée des tensions aux portes de l’Europe, à l’explosion du conflit et à ses premières conséquences ». Pour Sonia Devillers, il s'agit d'un « documentaire brillamment filmé, sur un sujet incroyablement difficile à mettre en scène ». Pour Le Figaro, « aux premières loges, Guy Lagache mesure l’onde de choc que cette crise, la plus grave en Europe depuis la Seconde Guerre mondiale, provoque à l’Élysée et, plus précisément encore, au sein de la cellule diplomatique que dirige Emmanuel Bonne depuis 2019 ». Pour L'Obs, l'intérêt du film réside justement dans ce qu'il montre du « cœur de la machine élyséenne en pleine tourmente », dans un dialogue diplomatique à la fois cynique et surréaliste entre chefs d'États. 
Ariane Chemin comme Marc Teynier jugent le documentaire « fascinant »,. Ariane Chemin remarque que le documentaire confirme la prééminence nette du pôle diplomatique de l'Élysée, avec Emmanuel Bonne, au détriment du Quai d'Orsay et du ministre Jean-Yves Le Drian. Elle regrette cependant, qu'en raison de la campagne présidentielle pour l'élection présidentielle et de choix du réalisateur, le documentaire ne montre pas « les critiques des dirigeants polonais ou de Draghi lui-même sur la "téléphonite" du président français. Et la bouderie – la fâcherie, même – de Zelensky après le fameux "il ne faut pas humilier la Russie" ». Télérama indique que le documentaire se rapproche d'une « opération de com », dans laquelle « Emmanuel Macron enfile son costume de gardien de la paix ».
La critique remarque particulièrement la réalisation en immersion et le sentiment que l'on assiste à l'histoire en marche,, ainsi qu'un long échange téléphonique entre Emmanuel Macron et Vladimir Poutine.